# Yun Yat
Yun Yat (Phnom Penh, 1934 – Anlong Veng, 15 giugno 1997) è stata una politica e rivoluzionaria cambogiana moglie di Son Sen, il ministro della difesa della Kampuchea Democratica e uno dei più importanti leader dei Khmer rossi.

## Biografia
Il 9 ottobre 1975, il comitato permanente del Partito Comunista di Kampuchea la nominò al ministero dell'informazione e dell'educazione all'interno e fuori dalla Cambogia. Nel 1977, fu nominata ministro dell'informazione dopo l'arresto e l'esecuzione del suo predecessore Hu Nim.
Il 10 giugno 1997 Khieu Samphan (ex presidente del praesidium di stato della Kampuchea Democratica) dichiarò che Yun Yat e suo marito Son Sen erano stati arrestati come spie del governo di Hun Sen e del Vietnam, e li dichiarò traditori. Yun Yat, Son Sen e altri otto dei loro familiari furono giustiziati il 15 giugno 1997.